# World Design Capital
Il World Design Capital (in italiano Capitale mondiale del design) è una designazione biennale assegnata dalla World Design Organization a una città che ha dimostrato attraverso l'uso del design nel rivitalizzare le aree urbane promuovendo al contempo un design innovativo. Grazie a questa iniziativa, la città di Torino, in Italia, è stata designata come la prima Capitale Mondiale del Design nel 2008. Con l'aiuto della WDO, viene ideato un programma annuale per coinvolgere la città in eventi esclusivi nella Capitale Mondiale del Design assegnata, inclusi gala e mostre.
Prima di designare la città vengono eseguiti diversi processi, tra cui un invito a presentare proposte e candidature, una loro valutazione, una visita alla città e un processo di selezione finale. Viene nominato un comitato di selezione per determinare le città e al Comitato Organizzatore del WDC spetta la decisione finale.

## Lista delle capitali
La lista delle città divenute capitali del design:
- 2008  Torino
- 2010  Seul
- 2012  Helsinki
- 2014  Città del Capo
- 2016  Taipei
- 2018  Città del Messico
- 2020  Lille
- 2022  Valencia[2]

Capitali designate:  San Diego- Tijuana (2024) -Francoforte sul Meno (2026)